# Phlebosphales
Phlebosphales is een geslacht van vlinders van de familie spanners (Geometridae), uit de onderfamilie Larentiinae.

## Soorten
- P. engelkei Warren, 1904
- P. patulata Walker, 1862